# Naidenivka, Kremenciuk
Naidenivka (în ucraineană Найденівка) este un sat în comuna Demîdivka din raionul Kremenciuk, regiunea Poltava, Ucraina.

## Demografie
Componența lingvistică a localității Naidenivka
     Ucraineană (95%)
     Rusă (5%)
Conform recensământului din 2001, majoritatea populației localității Naidenivka era vorbitoare de ucraineană (95%), existând în minoritate și vorbitori de rusă (5%).